# Kristina Andersson
Maria Kristina Andersson  , née le 20 mai 1965 à Frösön, est une skieuse alpine suédoise.

## Résultats sportifs

### Coupe du monde
- Résultat au classement général : 64e en 1987. : 63e en 1988. : 66e en 1989. : 21e en 1990. : 24e en 1991. : 28e en 1992. : 20e en 1993. : 24e en 1994. : 30e en 1995. : 21e en 1996. : 51e en 1997. : 70e en 1998.

### Championnats du monde de ski alpin
- Saalbach 1991 slalom géant: 9e. slalom: 10e.
- Morioka 1993 slalom: 4e.
- Sierra Nevada 1996 slalom: 6e.

### Jeux olympiques d'hiver
- Albertville 1992 slalom géant: 10e. slalom: 11e.